# 가니 마사타카
가니 마사타카(일본어: 可児 壮隆, 1991년 4월 18일 ~ )는 일본의 축구 선수이다.

## 구단 경력
그는 2014년부터 2023년까지 J리그의 가와사키 프론탈레, 쇼난 벨마레, 츠바이겐 가나자와, FC 이마바리, 가이나레 돗토리, 나라 클럽에서 활동하였다.